# Verbandsgemeinde Edenkoben
La comunità amministrativa di Edenkoben (Verbandsgemeinde Edenkoben) si trova nel circondario della Weinstraße Meridionale nella Renania-Palatinato, in Germania.

## Comuni
Fanno parte della comunità amministrativa i seguenti comuni:
| Comune, città              | Sup. (km²) | Abitanti |
| -------------------------- | ---------- | -------- |
| Altdorf                    | 6,36       | 916      |
| Böbingen                   | 6,90       | 760      |
| Burrweiler                 | 6,29       | 785      |
| Edenkoben, città           | 17,89      | 6 660    |
| Edesheim                   | 16,32      | 2 436    |
| Flemlingen                 | 3,87       | 388      |
| Freimersheim (Pfalz)       | 5,37       | 996      |
| Gleisweiler                | 3,73       | 595      |
| Gommersheim                | 11,29      | 1 561    |
| Großfischlingen            | 4,31       | 598      |
| Hainfeld                   | 6,24       | 884      |
| Kleinfischlingen           | 2,52       | 311      |
| Rhodt unter Rietburg       | 10,06      | 1 168    |
| Roschbach                  | 3,44       | 858      |
| Venningen                  | 9,87       | 907      |
| Weyher in der Pfalz        | 5,16       | 543      |
| Verbandsgemeinde Edenkoben | 119,64     | 20 366   |

(Abitanti al 31 dicembre 2021)